# أكرم زعيتر
أكرم زعيتر (1909 - 1996) أديب وسياسي قومي عربي ولد في مدينة نابلس عام 1909، والده الشيخ عمر زعيتر (الجزائري) من كبار رجالات نابلس، وترأس بلديتها في أوائل القرن العشرين. أخوه العلامة عادل زعيتر شيخ المترجمين العرب.
درس أكرم زعيتر الصفوف الابتدائية في مدينة نابلس، وأكمل دراسته الثانوية في كلية النجاح ثم انتسب إلى الجامعة الأمريكية في بيروت، والتحق بعدها بمعهد الحقوق في القدس.
زاول زعيتر في بداية حياته مهنة التعليم في ثانويات فلسطين، وعلى إثر الثورة عام 1929 في فلسطين وحملة المندوب البريطاني على الثوار العرب استقال من مهنة التدريس ليتفرغ للعمل في الحقل الوطني، فتولى رئاسة تحرير جريدة مرآة الشرق في القدس، وبعد ثلاثة أشهر من عمله في الصحافة قبض عليه وأودع السجن نتيجة لانخراطه في العمل الوطني، وحوكم بالإبعاد مدة سنة إلى نابلس، وهناك قاد المظاهرات الوطنية خاصة يوم إعدام الشهداء الثلاثة: فؤاد حجازي ومحمد جمجوم وعطا الزير، ولدى عودته إلى القدس مرة أخرى تولى تحرير جريدة الحياة التي قامت بدور هام في تحريك أحداث عام 1931، لكن جرى اعتقال زعيتر وأُغلقت جريدة الحياة، وتم إبعاده مرة أخرى إلى مدينة نابلس حيث تولى التدريس في كلية النجاح، وألف مع نخبة من الأحرار جمعية العناية بالمساجين العرب. وفي تلك الفترة أسس مع عدد من رفاقه حزب الاستقلال العربي في فلسطين. وكان ينشر مقالاته الوطنية على صفحات جريدتي (الدفاع) و(الجامعة الإسلامية) اليافاوية.
اشترك أكرم في تأسيس عصبة العمل القومي في سوريا، وكان نائباً لرئيس مؤتمرها التأسيسي الذي انعقد في بيروت عام 1933، وحينما توفي الملك فيصل الأول في بغداد، مثّل أكرم حزب الاستقلال في مراسم جنازته، فالتقاه ياسين الهاشمي وطلب منه البقاء للعمل في معاهد العراق موجهاً قومياً، وهناك ساهم بتأسيس (نادي المثنى) و(الجوال القومي).
بعد عودته إلى فلسطين شرع في عقد الاجتماعات الشعبية في جميع أنحاء فلسطين داعياً للمقاومة ولمجابهة الانتداب البريطاني. وعلى إثر الصدام الذي وقع عام 1936 بين الوطنيين الفلسطينيين وقوات الشرطة البريطانية دعا أكرم زعيتر إلى تأليف لجان قومية، وتولّى هو أمانة سر لجنة نابلس.
تولّت لجنة نابلس الاتصال بأحرار فلسطين والعرب ودعت إلى الإضراب العام الكبير الذي امتد ستة أشهر، والذي كان الممهد لثورة عام 1936، فاعتقل أكرم وكان أول معتقل في هذه الثورة، حيث أُرسل إلى سجن عوجة الحفير وصرفند، وهناك التقى مع عبد الحميد شومان ورفعت النمر، وبعد فترة لجأ إلى دمشق حيث حضر مؤتمر بلودان، وتولّى العمل الإعلامي للقضية الفلسطينية في سورية والدول المجاورة.
وبعد مطاردة قوات الانتداب للأحرار العرب، اتجه أكرم إلى العراق حيث عمل مفتشاً في وزارة المعارف وأستاذاً في دار المعلمين العراقية إلى أن نشبت ثورة رشيد رضا الكيلاني عام 1941 فشارك فيها، وحين أخفقت الثورة لجأ أكرم وصحبه إلى بادية الشام واختفوا مدة فيها، ثم لجأ إلى حلب ومنها إلى تركيا ليقضي ثلاثة أعوام لاجئاً سياسياً في الأناضول.
بعد إعلان استقلال سوريا عام 1946م عاد أكرم إليها، وأصبح مقرباً من رئيسها شكري القوتلي، كما مثّل سوريا في كثير ممن النشاطات القومية، وكان مستشاراً لوفدها لدى جامعة الدول العربية، وعضواً في لجنة فلسطين الدائمة في الجامعة العربية.

## عمله الدبلوماسي
في عام 1947 ترأس وفداً عربياً إلى أمريكا اللاتينية لشرح قضية فلسطين والدفاع عنها، واشترك في معظم المؤتمرات الوطنية والإسلامية المنعقدة في المشرق العربي، ثم تولّى أمانة سر الندوة الإسلامية في دوراتها الثلاث المنعقدة في القدس عام 1959، ومثّل الأردن في الدورة السادسة عشر للأمم المتحدة، وفي عام 1963 عُيّن سفيراً للأردن لدى سورية حيث أمضى قرابة العام ثم سفيراً للأردن لدى إيران وأفغانستان، وفي عام 1966 عُيّن وزيراً للخارجية الأردنية، وفي عام 1967 أصبح عضواً في مجلس الأعيان الأردني، ثم وزيراً للبلاط الملكي.
وفي عام 1971 أصبح سفيراً للأردن لدى لبنان واليونان حتى عام 1975، ثم عاد ثانية إلى عضوية مجلس الأعيان خلال دوراته الرابعة عشرة والخامسة عشرة والسادسة عشرة والسابعة عشرة.
أثناء إقامة أكرم زعيتر في لبنان في الثمانينات ساهم بنشاط في الحركة الثقافية، وكان رئيساً للمركز الثقافي الإسلامي لسنوات طويلة، كما شارك الشعب اللبناني آلامهم ومعاناتهم أثناء الحصار الإسرائيلي لبيروت عام 1982، فقد أُصيب منزله كما احترقت مكتبته التي تضم رسائل من كبار الشعراء والأدباء العرب في الوطن والمهجر، فسبب ذلك له حزناً عميقاً، فغادر بيروت إلى عمان، حيث تولّى رئاسة اللجنة الملكية لشؤون القدس.
كان زعيتر عضواً في مجمع اللغة العربية الأردني، وعضواً مراسلاً في مجمع اللغة العربية بدمشق، كما كان عضواً في المجمع الملكي لبحوث الحضارات الإسلامية في مؤسسة آل البيت.
كان أكرم زعيتر خطيباً مفوهاً تأثر أدبه بالجاحظ وأبي حيان التوحيدي وابن حزم، كما تتلمذ على شقيقه عادل زعيتر، و محمد إسعاف النشاشيبي وأمير البيان شكيب أرسلان، و خليل السكاكيني الذي ارتبط به أكرم بوثاق شديد، وظل طوال عمره يباهي بتتلمذه على يد هذا الأديب الكبير، وبلغ من تأثره بعلمه وشخصه أن أطلق اسم (سري) على بكر أبنائه تشبهاً بأستاذه السكاكيني أبي سري.

## وفاته
توفي أكرم زعيتر بمنزله في عمان إثر إصابته بسكتة قلبية يوم الخميس الموافق الحادي عشر من نيسان سنة 1996، فصلي على جثمانه في مسجد مدينة الحسين الطبية، ووري الثرى في المقبرة الإسلامية في سحاب بالقرب من عمان.

## مؤلفاته
احتلت مؤلفات زعيتر مكانة مرموقة في المكتبة العربية، وقد انفرد بتسجيل أدق تفاصيل الكفاح الفلسطيني لحظة حدوثها بأمانة وموضوعية، ومن أهم المؤلفات:
- تاريخنا، طبع سنة 1935 بالاشتراك مع درويش المقدادي.
- المطالعة العربية، طبع سنة 1939 مع محمد ناصر.
- التاريخ للصفوف الابتدائية، طبع سنة 1940 مع علي الشريقي وصدقي حمدي.
- التاريخ الحديث، طبع سنة 1940 مع مجيد خدوري.
- رسالة في الاتحاد، طبع سنة 1945 بالاشتراك مع ساطع الحصري وكامل مروة.
- مهمة في قارة، طبع سنة 1951.
- القضية الفلسطينية، طبع سنة 1955 نقله موسى خوري إلى الإنكليزية سنة 1958 كما نقله أكبر هاشمي رفسنجاني إلى الفارسية سنة 1965 ونقله د. شمس إلى الأردية.
- وثائق الحركة الوطنية الفلسطينية، (1918-1939)، طبع سنة 1979. مؤسسة الدراسات الفلسطينية.
- الحكم أمانة، طبع سنة 1979.
- بدوي الجبل وإخاء أربعين عاماً، طبع سنة 1987، المؤسسة العربية للدراسات والنشر.
- بواكير النضال، من مذكرات أكرم زعيتر 1909-1939) طبع سنة 1993 المؤسسة العربية للدراسات والنشر.
- من أجل أمتي، (من مذكرات أكرم زعيتر 1939-1946) طبع سنة 1993 المؤسسة العربية للدراسات والنشر.
- صفحات ثائرة، من مقالات أكرم زعيتر، دار البشير / عمان.
- أوراق أكرم زعيتر، وثائق القضية الفلسطينية (1918 ـ 1940).
- يوميات الثورة الكبرى والإضراب العظيم (1936 ـ 1939)
- يوميات أكرم زعيتر، وثائق الحركة الوطنية الفلسطينية (1935 ـ 1939). طبع سنة 1980. مؤسسة الدراسات الفلسطينية.

## وصلات خارجية
- أكرم زعيتر على موقع أرشيف الشارخ.
- موقع أكرم زعيتر .